# آیدین آغداشلو
آیدین آغداشلو (زادهٔ ۸ آبان ۱۳۱۹) نقاش، گرافیست، نویسنده و منتقد فیلم ایرانی است. سبک آغداشلو روش ریزه‌کاری و «استادکاری» در نقاشی کلاسیک را پیگیری کرد. او در مراسمی که سال ۱۳۹۴ در سفارت فرانسه در ایران برگزار شد، نشان هنر و ادب شوالیه فرانسه را دریافت کرد.
او مدتی از مدیران موزه هنرهای معاصر تهران و موزه رضا عباسی بود. آغداشلو تاکنون تنها دو بار در ایران نمایشگاه فردی برگزار کرده‌است؛ نخستین آن در سال ۱۳۵۴ در انجمن ایران و آمریکا در تهران بود و دومین بار در آبان ۱۳۹۳ در گالری اثر. او همچنین نوشته‌هایی در نقد هنری و سینمایی، پژوهش‌های تاریخ هنر، و سفرنامه انجام داده‌است. پس از انقلاب ۱۳۵۷ ایران آغداشلو برای مدتی بیکار بود ولی سال ۱۳۵۸ به کار گرافیک روی آورد و بعداً در سال‌های آغازین دهه ۱۳۶۰، برای دو فیلم تاریخچه خط و کارگاه‌های سنتی برای صدا و سیمای جمهوری اسلامی تحقیق کرد و فیلمنامه نوشت و کلاس‌های نقاشی راه انداخت. در ۱۳۶۲، وی در ساختن مجموعه «به سوی سیمرغ» دربارهٔ تاریخ نقاشی ایران از آغاز تا سده چهاردهم قمری با صدا و سیما همکاری داشت.
آغداشلو در تابستانِ ۱۳۹۹ حین جنبش ایرانی من هم به سوءاستفادهٔ جنسی از چندین شخص متّهم شد. او این اتّهامات را رد کرده است.

## زندگی
آیدین آغداشلو، فرزند محمد بیک آغداشلو (حاجی اوف) و ناهید نخجوان، در سال ۱۳۱۹ خورشیدی در محلهٔ آفخرای شهر رشت به دنیا آمد. پدرش از مهاجران قفقازی ( جمهوری آذربایجان) و عضو حزب مساوات آذربایجان بود و خاندان وی نیز نام خانوادگی خود را از نام شهر کوچک آغداش گرفته‌اند. مادرش نوه بهمن میرزا پسر عباس میرزا بود. پدر آغداشلو با دیدن استعداد وی در نقاشی او را برای نخستین بار پیش حبیب محمدی، نقاش اهل رشت و معلم نقاشی برد. وی ۱۱ ساله بود که پدرش را از دست داد، پس از آن به همراه مادرش به تهران رفت و در سال ۱۳۳۲ وارد دبیرستان جم در محله قلهک شد. در آنجا در کلاس‌های نقاشی موسیو بازیل نام نوشت. در شانزده سالگی به کار و فراگیری طراحی گرافیک در مؤسسه تبلیغاتی «آشنا» با حقوق ماهی سیصد تومان پرداخت و چندی بعد در بخش تبلیغاتی روزنامه اطلاعات مشغول به کار شد.
آغداشلو در ۱۹ سالگی پس از شرکت در کنکور به دانشکده هنرهای زیبا در دانشگاه تهران رفت؛ اما در سال ۱۳۴۶، از ادامه تحصیل بازماند. چندی پس از آن نخستین نقد هنریش را در مجله اندیشه و هنر – به سردبیری ناصر وثوقی – منتشر کرد. او همچنین با نام مستعار «فرامرز خبیری» شعر شاعران معاصری چون احمدرضا احمدی، احمد شاملو، اخوان ثالث و محمدعلی سپانلو را نقد می‌کرد.
آغداشلو در سال ۱۳۵۴ خورشیدی نخستین نمایشگاه خود را در انجمن ایران و آمریکا در تهران برگزار کرد. نقاشی‌های به نمایش درآمده اغلب از اشیای معلق، آدمک‌ها، و چند اثر مربوط به رنسانس بود. از سال ۱۳۵۲ تا ۱۳۵۷، او در هنرستان هنرهای زیبای پسران و دانشکده هنرهای تزئینی تهران تدریس می‌کرد. او سپس مجموعه‌ای از کتاب‌ها و نسخه‌های خطی خود را – که شامل ۱۴۰ کتاب و قطعه از سده‌های چهارم تا چهاردهم هجری می‌شدند – در موزه نگارستان به نمایش گذاشت و همه مجموعه خود را به آن موزه فروخت.

آغداشلو برای مدت کوتاهی نخستین رئیس موزه هنرهای معاصر تهران در آغاز گشایش آن بود.

در سال ۱۳۵۱، او به عنوان شریک در شرکت تبلیغاتی «گام» مشغول به کار شد. دو سال بعد و در سال ۱۳۵۳، آغداشلو برنامه تلویزیونی «شیوه‌های دیدن» را در رادیو تلویزیون ملی ایران در زمینه هنرهای تجسمی تهیه و اجرا کرد که تا سال ۱۳۵۵ ادامه داشت. در سال ۱۳۵۶، آغداشلو به عنوان «مدیر امور فرهنگی و هنری دفتر مخصوص شهبانو فرح پهلوی» منصوب شد. و برای مدت ۲ سال، مشاور خرید آثار هنری از سوی آن دفتر بود. او در سال‌های ۵۷–۱۳۵۵ با گشایش موزه‌های رضا عباسی، آبگینه و سفالینه و هنرهای معاصر در تهران، و موزه‌های کرمان و خرم‌آباد همکاری داشت.

### ازدواج
آغداشلو سال ۱۳۵۱ با شهره وزیری‌تبار – هنرپیشه تئاتر و سینما که با نام هنری شهره آغداشلو شناخته شده – ازدواج کرد. ازدواج آن‌ها تا سال ۱۳۵۹ پایید، تا آن که از هم جدا شدند و شهره از ایران رفت. آیدین دوباره در سال ۱۳۶۰ با فیروزه اطهاری (دانش‌آموخته معماری) که از دانشجویان خودش بود، ازدواج کرد و صاحب یک پسر و یک دختر به نام‌های تکین (۱۳۶۱) و تارا (۱۳۶۶) شد.

### پس از انقلاب ۱۳۵۷
پس از انقلاب اسلامی ایران آغداشلو برای مدتی بیکار بود ولی سال ۱۳۵۸ به کار گرافیک روی آورد و در سال ۱۳۵۹ او از همسر نخستین خود، شهره آغداشلو، بازیگر سینما جدا شد. در همان سال، به تدریس در دانشکده هنر در دانشگاه الزهرای تهران آغاز کرد اما پس از انقلاب فرهنگی کار خود را از دست داد. او در سال‌های ۱۳۵۸ تا ۱۳۶۰، در شرایط دشوار مالی نقاشی می‌کرد. و در کلاس‌های نقاشی خصوصی تدریس می‌کرد.
در سال‌های آغازین دهه ۱۳۶۰، وی برای دو فیلم تاریخچه خط و کارگاه‌های سنتی برای صدا و سیمای جمهوری اسلامی تحقیق کرد و فیلمنامه نوشت و کلاس‌های نقاشی کارگاه آزاد «هنرکده زنگار» را راه‌اندازی کرد و در آن تدریس کرد. در ۱۳۶۲، وی در ساختن مجموعه «به سوی سیمرغ» دربارهٔ تاریخ نقاشی ایران از آغاز تا سده چهاردهم قمری با صدا و سیما همکاری داشت.
او از سال ۱۳۶۲ به عنوان نویسنده و طراح جلد با ماهنامه فیلم همکاری داشته است. دوستی او با مسعود مهرابی به قبل از انقلاب باز می‌گردد. او در شماره ۶۰۰ ماهنامه درباره همکاریش با مجله فیلم می‌نویسد: بخش عمده‌ای از شهرتم در میان جوان‌ها - به عنوان نویسنده- را به مسعود مهرابی و به مجله فیلم و خواننده‌های نکته سنجش مدیونم. هنوز و برای همیشه.
بهمن ماه که می‌شد مهرابی زنگ می‌زد و سفارش مقاله‌ی «بهاریه» برای شماره نوروز را می‌داد که وقت‌هایی می‌نوشتم و وقت‌هایی نمی‌نوشتم. چند سال گذشته را که منزوی شدم، ننوشتم و حیف شد که ننوشتم چون اوقاتش را تلخ می‌کردم، که حق نبود، اما هیچ وقت هم گمان نمی‌کردم که این «بهاریه» را -که «خزانیه» ایست- در یاد و ستایشش بنویسم. اما آرام می‌کنم خودم را که رسم روزگار همین است... تا بهاریه‌ی مرا که بنویسد.
آغداشلو در این سال‌ها به برگزاری نمایشگاه‌های هنری مانند نمایشگاه «هنر ایران، از گذشته تا امروز» در چین، «هنر گذشته ایران» در ژاپن، و نقاشی‌های معاصر ایران با زمینه سنتی که به بولونیای ایتالیا فرستاده شد یاری می‌داد.
تابلوی خاطرات امید، اثر آیدین آغداشلو، در سیزدهمین حراجی تهران دوازده و نیم میلیارد تومان به فروش رسید. این تابلو، رکوردِ فروش تمام ادوارِ حراجی تهران را شکست.

## اتهامات آزار جنسی
در تابستان ۱۳۹۹، سارا امت‌علی، خبرنگار حوزه نقاشی که سابقه انتشار گفتگویی با آغداشلو در ماهنامه بخارا را دارد، در موج افشای آزار و تجاوز جنسی در ایران، آغداشلو را به تعرض جنسی متهم کرد. آغداشلو اتهام تعرض را تکذیب کرد و نوشت:
«در زندگی شخصی و اجتماعی‌ام هرگز خواسته‌ای را به کسی تحمیل نکرده‌ام، چون جزئی از رفتار و روشم نبوده‌است. باید تأکید کنم که هر نوع تحمیل جنسی را اکیداً محکوم می‌کنم». 
فهیمه خضر حیدری، تهیه‌کننده و مجری برنامه‌های رادیویی با دفاع از «سارا امت‌علی» او را از اخلاقی‌ترین و بی‌حاشیه‌ترین آدم‌های روزگار خواند و نوشت: «ده‌ها مورد مشابه از رفتارهای جنسی آقای آغداشلو شنیده‌است.»

در واکنش به این موضوع لاله صبوری گفت:
«دوسال شاگرد آغداشلو بودم سال هفتاد، و متأسفانه باید بگم تجاوز وصله ایست که به استاد می‌چسبد.»
به دنبال این مسئله، باربد گلشیری فرزند هوشنگ گلشیری اعلام کرد که در چاپ جدید کتاب شازده احتجاب نقاشی آیدین آغداشلو از جلد کتاب حذف شده‌است. در ۱ آبان ۱۳۹۹، فرناز فصیحی، نتایج دو ماه تحقیقات خود را در مورد اتهامات آزار جنسی علیه آغداشلو در نشریهٔ نیویورک تایمز به دو زبان فارسی و انگلیسی منتشر کرد. در این مقاله، «فصیحـی» با سیزده زن که آغداشلو را به سوءاستفادهٔ جنسی متهم کرده‌اند، مصاحبه کرده‌است. یک نفر از این زنان در زمان آزار جنسی مورد اتهام به سن قانونی مورد نظر برای رضایت جنسی نرسیده بوده‌است. در این گزارش آمده‌است که برخی زنان مورد تعرض، آغداشلو را هاروی واینستین ایران خوانده‌اند.
آغداشلو در بیانه‌ای کتبی در پاسخ به نیویورک تایمز، اتهامات را دارای اشتباهات فاحش، اظهارات نادرست و ساختگی دانست و همچنین وکیل او از شکایت از یکی از مدعیان خبر داد.

## سبک

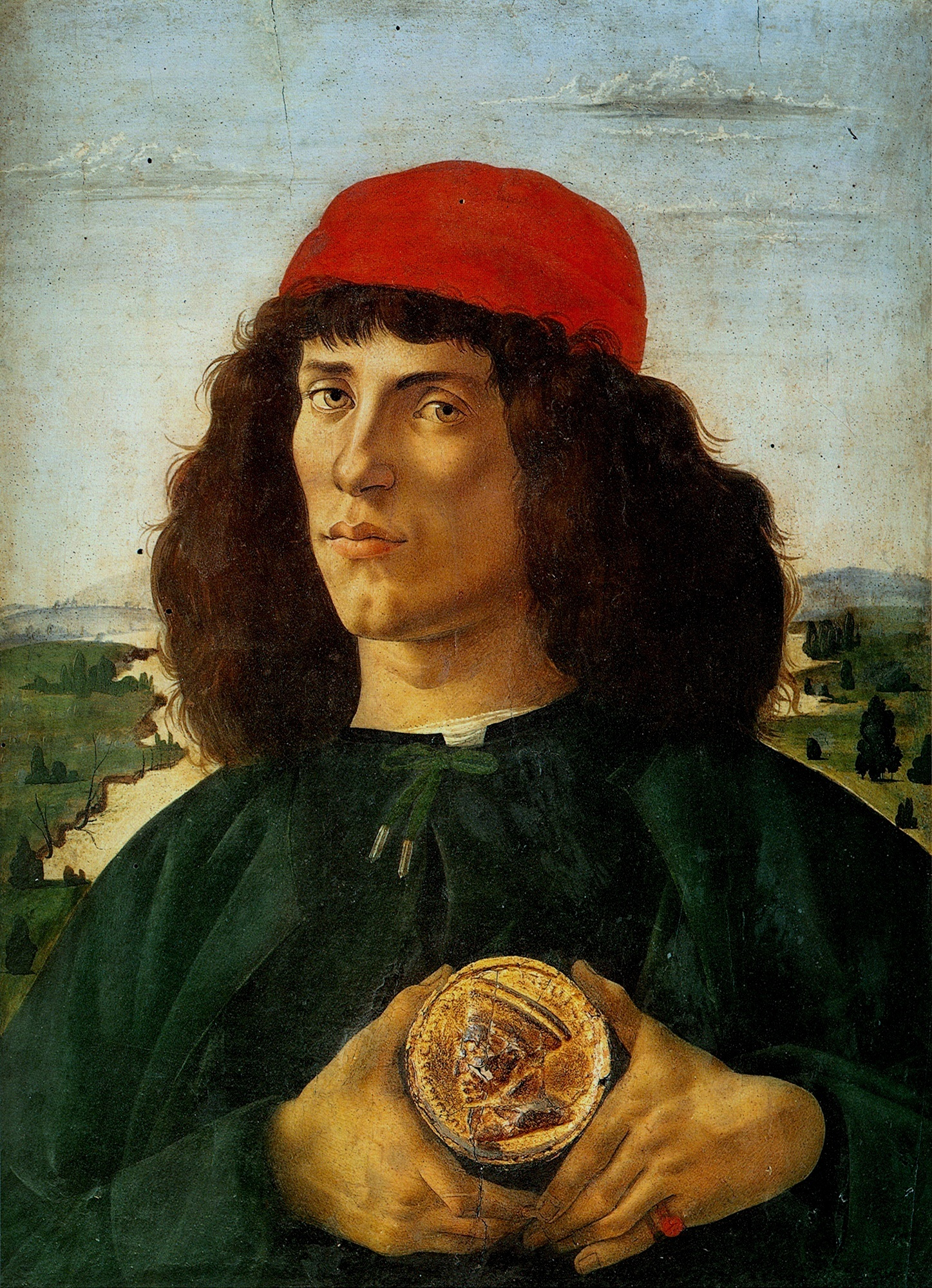
پرتره مردی با مدال کوزیموی مهتر اثر ساندرو بوتیچلی نقاش ایتالیایی دورهٔ رنسانس الهام‌بخش آغداشلو در آفرینش هویت: در ستایش ساندرو بوتیچلی بوده‌است. کارهای بوتیچلی الهام‌بخش بسیاری از آثار آغداشلو بوده‌اند.

سبک آغداشلو روش ریزه‌کاری و «استادکاری» در نقاشی کلاسیک را پیگیری کرد. و با تأثیرپذیری از کارهای سالوادور دالی، نقاش فراواقع‌گرای اسپانیایی، با فرمی آزاد نقاشی می‌کرد. این همان شیوه‌ای بود که او در جوانی با تصویرگری کتاب‌های درسی تاریخ نوشتهٔ باستانی پاریزی در آن مهارت یافته بود.
آغداشلو با وارد کردن فضاهای سورئال در کارهای خود و نقاشی کردن اشیای معلق که سایه‌شان بر زمین می‌افتاد از شیوهٔ ساندرو بوتیچلی پیروی می‌کرد. او سپس به فضای سورئالیستی جورجو دکیریکو روی آورد و در مجموعه سال‌های آتش و برف آدمک‌هایی کشید که صورت نداشتند تا بتواند بدین‌گونه ناخودآگاه مرموز و وهم‌آمیز آن‌ها را تصویر کند. آثار او در دوره پیش از انقلاب ۱۳۵۷، تقلیدی از شیوه‌های رنسانس و مکتب فلاندری بود. اما پس از انقلاب، هنر ایرانی – همچون طراحی، نگارگری و خوشنویسی – جای هنر ایتالیایی را در کارهای او گرفت.
پس از انقلاب ۱۳۵۷ و جنگ ۸ ساله، بیشتر کارهای آغداشلو با تأثیر از از ویرانی‌های جنگ در نماد کلبه‌ها و مناظر متروک، پنجره‌های پوسیده چوبی سبز رنگ با شیشه‌های شکسته، درهای کهنه با قفل‌های زنگاربسته، و تصویر تیغه‌های مرگبار که نشانی از موشک‌های فرودآمده بر شهرها بود پدیدار شد. او کارهای دوران جنگ خود را تک‌چهره‌نقاش در ۴۸ سالگی و شفاعت فرشتگان نامید که بیانگر افسردگی و ناآرامی‌های ناشی از ویرانی جنگ و اعتراض بود.
مینیاتورهای وی، بازسازی‌های دقیقی از مینیاتورهای نامدار ایرانی در سده‌های پیشین هستند.
آغداشلو اغلب نقاشی‌های خود را با گواش بر روی بوم می‌کشد.

## سنجش کارها
نقاشی آغداشلو مورد انتقاد قرار گرفته‌است که گرته‌برداری‌های او از آثار نقاشان نامدار پیشین نتوانسته‌است ارتباط بیننده با اثر اصلی را بازسازی کند؛ آثاری که خود در فضای منحصر به خود کشیده شده‌اند و آغداشلو تنها فرم بیرونی آن‌ها را به تصویر کشیده‌است. برای نمونه، نقاش سرهای بی‌هویت انسان‌ها در نقاشی‌های دکریکو را به دفعات بازسازی کرده‌است و وی اندیشهٔ شرقی انهدام و نابودی تدریجی خود را در اثر پایانی با گذاشتن خط‌خطی‌ها و خراش‌های تعمدی وارد کرده‌است، اما خود سرهای بی‌تصویر اصلی دکریکو در فضای غربی و با اندیشهٔ ویژهٔ خود به تصویر کشیده شده‌اند و بازنمایششان در نقاشی‌های آغداشلو نتوانسته‌است مفهوم خود اثر اصلی را منتقل کند.
بهرام بیضایی در بخشی از مقاله‌اش می‌نویسد: 
«چرا گستاخی نکنم و نگویم که اگر در ماننده‌کشی ارزشی باشد، الگوهای بزرگان گذشتهٔ نقاشی و نگارگری در دسترس ما نیستند، تا چون معیار سنجش، به میزان توفیق آن استادان در ماننده‌کشی گواهی دهند؛ ولی آثار ایشان که آیدین دوباره‌سازی کرده هست تا گواه مهارت آیدین در ماننده‌کشی باشد. پیداست که ماننده‌کشی همهٔ هنر آنان نبود، همچنان که همهٔ هنر آیدین نیست. تخیّل و اندیشهٔ زمان‌نگر و مرگ‌آگاه آیدین است که سازندهٔ نهایی اثر اوست. تَرَک‌هایی که زمان در نقش‌ها انداخته، و ستمی که روزگار – یا دستِ بشر – در حق آن‌ها روا داشته. در دوباره‌کشی‌های آیدین، ستایش این استادان با دریغ بر فناپذیری خود و آثارشان همراه است.»

## جوایز و افتخارات
آیدین آغداشلو، در مراسمی که روز سه شنبه ۲۲ دی ماه ۱۳۹۴ در سفارت فرانسه در ایران برگزار شد نشان هنر و ادب شوالیه فرانسه را دریافت کرد.

## آثار

### نقاشی
آغداشلو در آبان ماه ۱۳۹۳ در گالری اثر در تهران دومین نمایشگاه تکی خود را پس از نمایشگاهش در انجمن فرهنگی ایران و آمریکا در ۱۳۵۴ برپا کرد.
مجموعه نقّاشی‌های آغداشلو که عمده کارهایش در یکی از این مجموعه‌ها جای می‌گیرد از این قرارند:
- خاطرات انهدام
- سال‌های آتش و برف
- فاجعه آخرالزمان
- معما
- شفاعت فرشتگان
- یادداشت‌های باغ ملک

نقّاشی‌های آغداشلو در موزه هنرهای معاصر تهران و در برخی مجموعه‌های خصوصی نگاهداری می‌شوند.
او چند نقّاشی نیز برای چند جلد کتاب از بهرام بیضایی مانند عیّارنامه، دیباچه‌ی نوین شاهنامه و طومار شیخ شرزین. کشیده‌است.

### گرافیک
پوسترهای گرافیکی آغداشلو برای نمایشگاه‌ها، کتاب‌ها، و فیلم‌هادر برگیر موارد زیر است:
- شبانه (۱۳۸۳)؛ به کارگردانی امید بنکدار و کیوان علیمحمدی – طراحی صحنه و لباس
- هبوط (۱۳۷۲)؛ به کارگردانی احمدرضا معتمدی – طراحی پوستر
- کفش‌های میرزا نوروز (۱۳۶۴)؛ به کارگردانی محمد متوسلانی و نویسندگی داریوش فرهنگ – طراحی پوستر
- حاجی واشینگتن (۱۳۶۱)؛ به کارگردانی علی حاتمی – طراحی پوستر

### نوشته‌ها
نوشته‌های آغداشلو دربارهٔ هنرهای تجسمی معاصر و گذشته ایران و جهان در زمینه‌هایی مانند هنر کهن ایرانی، مینیاتور، نقاشی، سفالگری، کاشیکاری، و نقد فیلم بوده‌اند. او از جمله هواداران هنر ایرانی–اسلامی و خوشنویسی است. او تلاش کرده‌است تا هنرمندان قدیمی مانند میرزا رضا کلهر، آقا لطفعلی شیرازی، و خوشنویسان و نگارگران سدهای ۱۲ و ۱۳ قمری را به دیگر بار بشناساند
آغداشلو همچنین سفرنامه‌هایی از مسافرتهایش به سوئیس و نیویورک در آمریکا، نوشته‌است.